# Esiliiga 2005
Die Esiliiga 2005 war die 15. Spielzeit der zweithöchsten estnischen Fußball-Spielklasse der Herren. Sie begann am 5. März und endete am 5. November 2005.

## Modus
Die Liga wurde um zwei auf zehn Vereine aufgestockt. Diese spielten an 36 Spieltagen jeweils viermal gegeneinander. Der Meister stieg direkt in die Meistriliiga auf, während der Zweitplatzierte über die Relegation gegen den Neunten der Meistriliiga aufsteigen konnte. Die beiden Tabellenletzten stiegen direkt ab, der Achte spielte in der Relegation um den Klassenerhalt.
Reservemannschaften waren nicht aufstiegsberechtigt.

## Vereine
Aus der II Liiga kamen JK Vaprus Pärnu, JK Tallinna Kalev, Lelle SK, JK Merkuur-Juunior und FC Elva hinzu. Letztgenannter war aufgestiegen, nachdem der FC Lootus Kohtla-Järve beschloss, als Absteiger aus der Meistriliiga nicht in die Esiliiga, sondern in der II Liiga anzutreten.
| Verein                | Stadt   | Stadion             | Kapazität |
| --------------------- | ------- | ------------------- | --------- |
| FC Levadia Tallinn II | Tallinn | Maarjamäe staadion  | 1.500     |
| FC TVMK Tallinn II    | Tallinn | Kadrioru staadion   | 5.000     |
| FC Ajax Lasnamäe      | Tallinn | FC Ajaxi Staadion   | 1.500     |
| JK Tallinna Kalev     | Tallinn | Kalevi Keskstaadion | 11.5000   |
| Tallinna JK           | Tallinn | Wismari staadion    | 0500      |
| JK Vaprus Pärnu       | Pärnu   | Strand-Stadion      | 1.500     |
| Lelle SK              | Lelle   | Kehtna staadion     | 1.500     |
| JK Pärnu Tervis       | Pärnu   | Kehtna staadion     | 1.500     |
| JK Merkuur-Juunior    | Tartu   | Tamme Staadion      | 1.600     |
| FC Elva               | Elva    | Elva linnastaadion  | 0400      |

## Abschlusstabelle
| Pl. | Verein                 | Sp. | S  | U | N  | Tore    | Diff. | Punkte |
| --- | ---------------------- | --- | -- | - | -- | ------- | ----- | ------ |
| 1.  | JK Vaprus Pärnu (N)    | 36  | 26 | 6 | 4  | 092:390 | +53   | 84     |
| 2.  | FC Levadia Tallinn II  | 36  | 26 | 4 | 6  | 104:310 | +73   | 82     |
| 3.  | FC Ajax Lasnamäe       | 36  | 23 | 8 | 5  | 111:300 | +81   | 77     |
| 4.  | JK Tallinna Kalev (N)  | 36  | 18 | 9 | 9  | 085:710 | +14   | 63     |
| 5.  | JK Pärnu Tervis 1      | 36  | 14 | 8 | 14 | 073:530 | +20   | 50     |
| 6.  | FC TVMK Tallinn II     | 36  | 12 | 5 | 19 | 051:800 | −29   | 41     |
| 7.  | FC Elva (N)            | 36  | 10 | 6 | 20 | 042:710 | −29   | 36     |
| 8.  | Lelle SK (N)           | 36  | 11 | 1 | 24 | 049:100 | −51   | 34     |
| 9.  | Tallinna JK            | 36  | 11 | 1 | 24 | 038:100 | −62   | 34     |
| 10. | JK Merkuur-Juunior (N) | 36  | 3  | 5 | 28 | 027:970 | −70   | 14     |

Platzierungskriterien: 1. Punkte – 2. Direkter Vergleich (Punkte, Tordifferenz, geschossene Tore) – 3. Tordifferenz – 4. geschossene Tore

| (N) | Neuaufsteiger aus der II Liiga |

## Relegation
Aufstieg
Die Spiele fanden am 13. und 19. November 2005 statt.
|                  | Gesamt    |               | Hinspiel | Rückspiel |
| ---------------- | --------- | ------------- | -------- | --------- |
| FC Ajax Lasnamäe | (a)2:2(a) | FC Kuressaare | 1:0      | 1:2       |

- Ajax Lasnamäe stieg aufgrund der Auswärtstorregel in die Meistriliiga auf.

Abstieg
Die Spiele fanden am 13. und 19. November 2005 statt.
|                        | Gesamt |          | Hinspiel | Rückspiel |
| ---------------------- | ------ | -------- | -------- | --------- |
| FC Lootus Kohtla-Järve | 8:2    | Lelle SK | 8:1      | 0:1       |

- Lootus Kohtla-Järve stieg in die Esiliiga auf.